# Notiocharis miranda
Notiocharis miranda är en tvåvingeart som beskrevs av Quate 1967. Notiocharis miranda ingår i släktet Notiocharis och familjen fjärilsmyggor. Inga underarter finns listade i Catalogue of Life.